# ولادیمیر پتویاشویلی
ولادیمیر یوسِبیس دزه پِتویاشویلی(به گرجی: ვლადიმერ იოსების ძე ფეტვიაშვილი)؛(۱۲ سپتامبر ۱۹۳۶-۲۱ ژوئیه ۱۹۹۳) یک دانشمند و فیزیکدان گرجی و ارائه دهنده معادله کادومتسف–پتویاشویلی بود. وی در سال ۱۹۵۹ از دانشگاه دولتی تفلیس فارغ‌التحصیل شد و در آنجا تحصیلات دکترای خود را به پایان رساند. بین سال های ۱۹۶۳ تا ۱۹۶۵، وی دستیار تحقیق در موسسه فیزیک آکادمی علوم آندرونیکاویلی گرجستان بود. از سال ۱۹۶۵ در انستیتوی کورچاتوف و در موسسه فیزیک و فناوری مسکو کار کرد.

## زندگی‌نامه
پتویاشویلی در سال ۱۹۳۶ در خانواده ای دانشمند در تفلیس به دنیا آمد. در سال ۱۹۵۹، وی از دانشگاه دولتی تفلیس فارغ‌التحصیل شد. پتویاشویلی پس از دفاع از رساله دکتری خود در مارس ۱۹۷۹، علایق تحقیقاتی خود را به امواج رانش غیرخطی و تلاطم رانش، که در توسعه نظریه پلاسما بسیار مهم بود، گسترش داد. پتویاشویلی نشان داد که تلاطم رانش می‌تواند در ساختار آشفته آن قاعده مند باشد و از عناصر ساختاری تشکیل شده‌است. وی مکانیسم‌های احتمالی برای تولید خود این ساختارها را مورد بررسی قرار داده و فرایندهای انتشار و هدایت گرما را شامل اختلاط پلاسما و سالیتون‌ها در داخل این ساختارها کرده‌است. پتویاشویلی به دنبال برنامه‌های گسترده برای نتایج خود، ایده مدل‌سازی تلاطم رانش در آبهای کم عمق با سرعت چرخش را ارائه داد. وی یافته‌های آزمایشگاهی خود را با به‌کارگیری از این ایده در مقاله خود که «لکه قرمز سیاره مشتری و رانش در یک پلاسما» نام داشت قرار داد. این آزمایشات با موفقیت در انستیتوی کورچاتوف و سایر مرکزهای تحقیقات علمی در سراسر جهان انجام شده‌است.

## کار قابل توجه
- رساله نامزد شده (۱۹۶۳) - «گزیده پرسش‌های نظریه پلاسمای ضعیف آشفته».
- رساله دکتری (۱۹۷۸) - «نظریه امواج و سالیتونهای شدید غیرخطی در پلاسما».
- معادله کادومتسف–پتویاشویلی